# Granozzo con Monticello
Granozzo con Monticello (piemontiul: Granòss e Montisel) település Olaszországban, Piemont régióban, Novara megyében. Lakosainak száma 1321 fő (2023. január 1.). Granozzo con Monticello Confienza, Vespolate, Casalino, Nibbiola és Novara községekkel határos.

## Népesség
A település lakossága az elmúlt években az alábbi módon változott:
| Lakosok száma | 1432 | 1410 | 1397 | 1321 |
|               | 2010 | 2017 | 2018 | 2023 |